# No Compromise
No Compromise fue una revista semestral sobre derechos de los animales radicada en San Francisco, California, y publicada por primera vez en el invierno de 1989. La revista cubrió aspectos globales de los derechos de los animales y promovió un estilo de vida vegano, que incluía el uso de productos sin crueldad (cruelty-free).
La revista fue fundada por Freeman Wicklund y dejó de publicarse en 2005 con el número 29. Más tarde fue un sitio web para enlaces de noticias sobre acción directa, militancia en el movimiento de liberación animal y el Frente de Liberación Animal. Actualmente la revista ha dejado de estar activa.